# The New Editor (film 1911)
The New Editor è un cortometraggio muto del 1911 diretto da Joseph A. Golden. Prodotto dalla Selig Polyscope, è interpretato da Otis Thayer, William Duncan e True Boardman.

## Produzione
Il film fu prodotto dalla Selig Polyscope Company.

## Distribuzione
Distribuito dalla General Film Company, il film - un cortometraggio di una bobina - uscì nelle sale cinematografiche statunitensi il 29 giugno 1911.